# Okrug Veľký Krtíš
Okrug Veľký Krtíš (slovački: Okres Veľký Krtíš) nalazi se u središnjoj Slovačkoj u Banskobistričkom kraju  na granici s Mađarskom.  U okrugu živi 40 598 stanovnika, dok je gustoća naseljenosti 47,86 stan/km². Ukupna površina okruga je 848,14 km². Glavni grad okruga Veľký Krtíš je istoimeni grad Veľký Krtíš s 10 274 stanovnika.

## Stanovništvo
| Godina:     | 1994.  | 2004.   | 2014.   | 2024.   |
| ----------- | ------ | ------- | ------- | ------- |
| Broj ljudi: | 46 941 | 46 462  | 44 826  | 40 598  |
| Razlika:    |        | −1,02 % | −3,52 % | −9,43 % |

| Godina:     | 2023.  | 2024.   |
| ----------- | ------ | ------- |
| Broj ljudi: | 40 900 | 40 598  |
| Razlika:    |        | −0,73 % |

## Gradovi
- Modrý Kameň
- Veľký Krtíš

## Općine
| - Balog nad Ipľom - Bátorová - Brusník - Bušince - Čebovce - Čeláre - Čelovce - Červeňany - Dačov Lom - Dolinka - Dolná Strehová - Dolné Plachtince - Dolné Strháre - Ďurkovce - Glabušovce - Horná Strehová - Horné Plachtince - Horné Strháre - Hrušov - Chrastince - Chrťany - Ipeľské Predmostie - Kamenné Kosihy | - Kiarov - Kleňany - Koláre - Kosihovce - Kosihy nad Ipľom - Kováčovce - Lesenice - Ľuboriečka - Malá Čalomija - Malé Straciny - Malé Zlievce - Malý Krtíš - Muľa - Nenince - Nová Ves - Obeckov - Olováry - Opatovská Nová Ves - Opava - Pôtor - Pravica - Príbelce - Sečianky | - Seľany - Senné - Sklabiná - Slovenské Ďarmoty - Slovenské Kľačany - Stredné Plachtince - Sucháň - Suché Brezovo - Širákov - Šuľa - Trebušovce - Veľká Čalomija - Veľká Ves nad Ipľom - Veľké Straciny - Veľké Zlievce - Veľký Lom - Vieska - Vinica - Vrbovka - Záhorce - Závada - Zombor - Želovce |

## Vanjske poveznice
|  | Zajednički poslužitelj ima još gradiva o temi Okrug Veľký Krtíš |

- Podaci o okrugu Veľký Krtíš  Arhivirana inačica izvorne stranice od 10. srpnja 2009. (Wayback Machine)